# Zombrus maculiceps
Zombrus maculiceps är en stekelart som först beskrevs av Cameron 1906.  Zombrus maculiceps ingår i släktet Zombrus och familjen bracksteklar. Inga underarter finns listade i Catalogue of Life.